# Nick Lieberman
Nick Lieberman es un escritor y cineasta estadounidense. Lieberman escribió y dirigió la película revelación de Sundance de 2023, Theater Camp. La película fue comprada por Searchlight Pictures por 8 millones de dólares y tuvo un estreno en cines limitado. La película fue elogiada por la crítica.

## Filmografía[3]
- Theater Camp (2023); junto a Molly Gordon
- Theater Camp (2020); cortometraje
- Make Dinner Safer (2013); cortometraje